# 宿皇寺
宿皇寺，位于山西省吕梁市临县第八堡乡麻峪沟村，已列为山西省文物保护单位。

## 保护
2016年6月6日，宿皇寺由山西省人民政府公布为第五批山西省文物保护单位，编号5-73。